# برلمان بوتان
برلمان بوتان (بالدزونكا:རྒྱལ་ཡོངས་ཚོགས་ཁང་) هو الهيئة التشريعية في بوتان، يتكون من المجلس الأعلى المجلس الوطني لبوتان
الذي يضم 25 مقعداً، والمجلس الأدنى الجمعية الوطنية في بوتان التي تضم 47 مقعداً.